# بيدستان (مقاطعة فيروزآباد)
بيدستان (بالإنجليزية: Mazraeh-ye Bidestan)‏ هي منطقة سكنية تقع في فارس في إيران. يقدر عدد سكانها بـ 25 نسمة .